# Pogo (canal TV)
Pogo este un canal de televiziune pe cablu și satelit lansat la 1 ianuarie 2004 care este deținut și operat de Warner Bros. Discovery India sub divizia sa internațională, fiind un canal soră cu Cartoon Network India. Pogo difuzează în principal programe de animație.

## Legaturi extreme
- Site oficial Arhivat în 30 noiembrie 2005, la Wayback Machine.